# Abu Mansur Nizar al-Aziz Billah

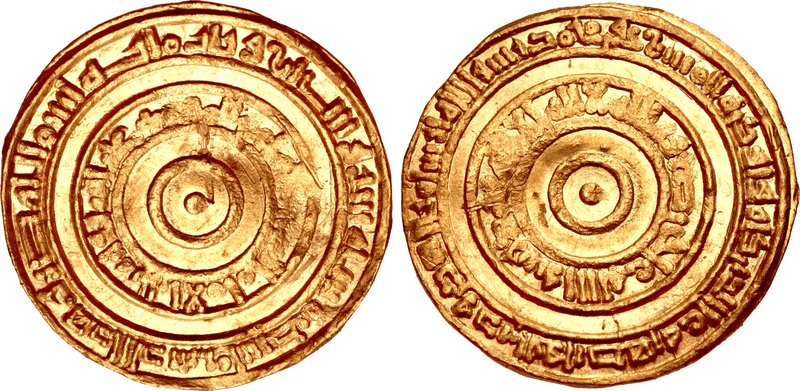
Dinar de al-Aziz Billah

Al-Aziz (955-996), Abū Manṣūr al-ʿazīz bi-llāh nizār ben al-muʿizz (árabe: أبو منصور "العزيز بالله" نزار بن المعز) es el quinto califa fatimí (975-996).
Como Abdallah, el heredero al trono, había muerto antes que su padre Al-Muizz (953-975), su hermano Abu Mansur Nizar al-Aziz Billah, accedió al califato fatimí con la ayuda de Chauhar al-Siqilí. Bajo Al-Aziz el califato fatimí se expandió por Palestina y Siria (a partir de los años 977/978). La Meca y Medina también reconocieron la soberanía feudal de los fatimíes.
El reinado de Al-Aziz fue sobre todo significativo para la consolidación del poder de los fatimíes en Egipto y Siria, sólo recientemente conquistada (969). Los beduinos de la tribu Tayyi fueron derrotados en Palestina en 982 y finalmente fue subyugada Damasco en el 983. Hacia el final de su reinado Al-Aziz intentó ampliar su poder a Siria del norte, centrando su atención en los hamdaníes de Alepo. El hecho de que estaban bajo soberanía feudal del Imperio bizantino dio lugar al brote de guerra con esta gran potencia, un conflicto que no sería resuelto hasta el reinado de Al-Hákim (996-1021). 
Otro desarrollo notable es la introducción de ejércitos auxiliares extranjeros. Cuando los bereberes marcharon al Magreb continuando las guerras contra los Cármatas en Siria, Al-Aziz comenzó la creación de las unidades de soldados auxiliares turcos, o mamelucos.
Con la extensión de la burocracia (en la cual adquirieron muchos judíos y cristianos puestos importantes) las fundaciones adquirieron un gran poder en la sucesión califal. La economía egipcia también fue consolidada, y los ingresos fiscales de tal modo aumentaron, con la extensión de calles y canales y el establecimiento de una modernidad estable. El bienestar económico general era también evidente en la elaboración de un programa de edificaciones.
El reinado del Al-Aziz en lo cultural era significativo. Su gran visir Yaaqub ibn Killis (979-991) fundó la universidad de al-Azhar en El Cairo (988), en la mezquita de al-Azhar, que pronto se convirtió en el centro de aprendizaje más importante en el mundo islámico. Treinta y cinco doctores de Leyes residían allí, pagados por el califa. Asimismo una biblioteca con 200 000 volúmenes fue construida en El Cairo.
Al-Aziz murió el 13 de octubre de 996. Su hijo al-Hákim bi-Amrillah (996-1021) lo sucedió como califa.
| Predecesor: Al-Muizz | Califa fatimí 975-996 | Sucesor: Al-Hákim |